# Галлош, Луи
Луи Галлош (фр. Louis Galloche; 1670, Париж — 1761, там же) — французский художник эпохи барокко.

## Жизнь и творчество

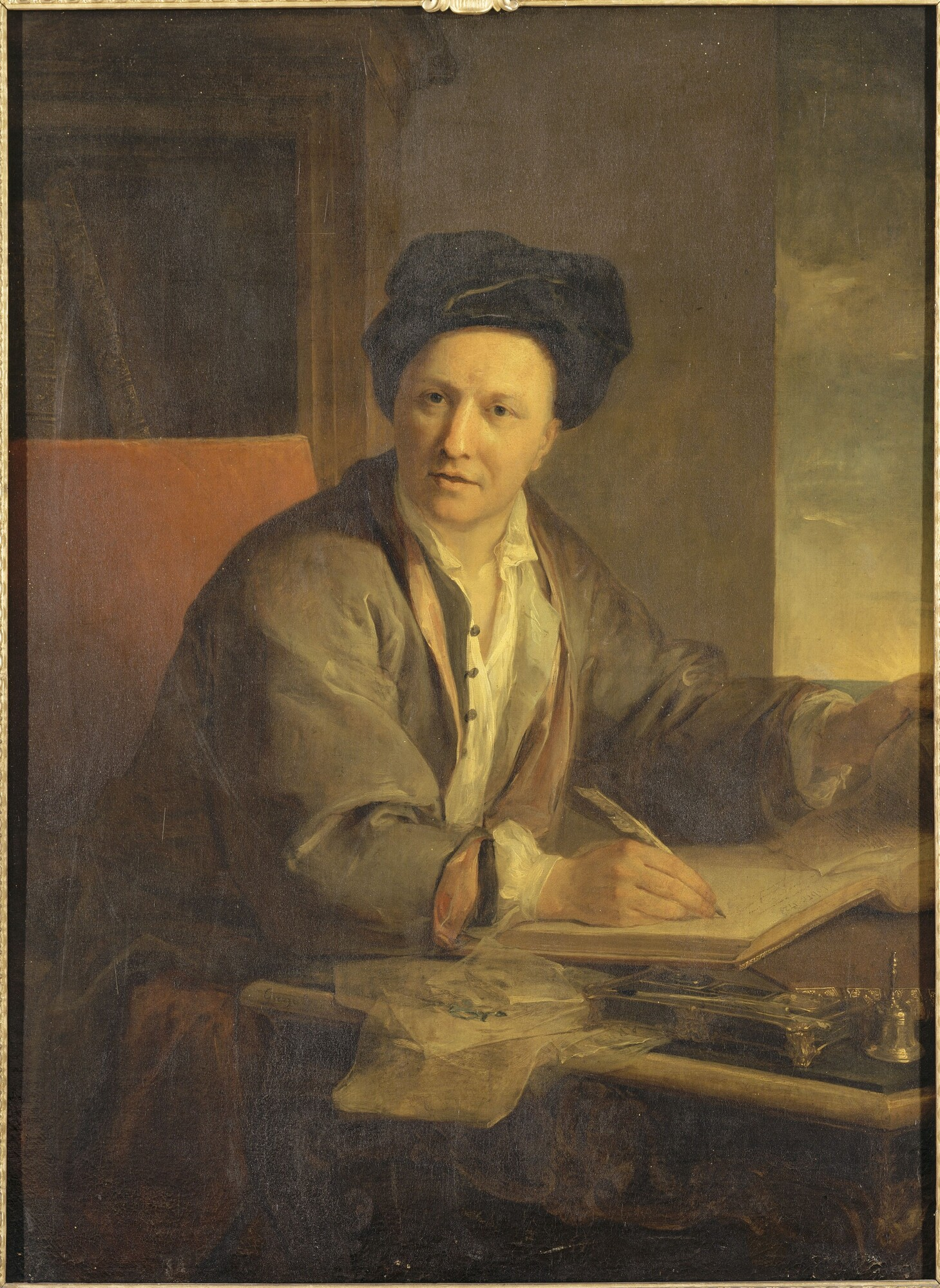
Портрет Фонтенеля, работы Луи Галлоша

Луи Галлош родился в семье резчика по дереву. Ещё в детстве семья готовила его к духовной карьере, с 13 лет мальчик носил тонзуру. Однако, когда одарённость как живописца у Галлоша проявилась в полной мере, он оставил изучение теологии и поступил в художественную школу Луи де Булоня. Первую свою премию молодой художник получил в 1695 году за картину «Сыновья Иакова приносят отцу одежду Иосифа». Совершив рабочую поездку по Италии, где он много рисует, Галлош возвращается в Париж и открывает собственную школу живописи.
В 1711 году он становится членом Королевской академии живописи и скульптуры, в 1720 году получил звание профессора, в 1746 — должность ректора и в 1754 — канцлера. Писал художник преимущественно картины по исторические и религиозные сюжеты, а также портреты. В возрасте восьмидесяти лет он, по состоянию здоровья, более не работал, однако написал пять сочинений по теории рисунка, которые затем были представлены на конференциях Академии.
Среди учеников Л. Галлоша следует выделить таких мастеров, как Франсуа Буше, Франсуа Лемуан и Шарль-Жозеф Натуар.